# Snap (sospecha de fisiopatología de la enfermedad de no Alzheimer)
SNAP  o la sospecha de fisiopatología de la enfermedad de no Alzheimer (en inglés Suspected non-Alzheimer’s disease pathophysiology)  es un concepto neurocientífico basado en biomarcadores que se aplica a pacientes con niveles normales de biomarcadores de amiloide-β en el cerebro, pero en los que los biomarcadores de neurodegeneración son anormales. La sospecha de fisiopatología no relacionada con la enfermedad de Alzheimer es un concepto de biomarcador en pacientes con lesión neuronal pero sin amiloidosis. No está claro si SNAP es una entidad patológica en sí misma o si refleja una presentación atípica de la enfermedad de Alzheimer. SNAP representa una cuarta parte de la población anciana y se asocia con deterioro cognitivo leve.

## Características
La sospecha de fisiopatología de la enfermedad no relacionada con el Alzheimer (SNAP) es un concepto de biomarcador que describe a pacientes que tienen biomarcadores normales de acumulación de beta amiloide (Aβ) pero biomarcadores anormales de lesión neuronal.
No está claro si SNAP es una entidad patológica en sí misma o si refleja una presentación atípica de la enfermedad de Alzheimer.
SNAP se encuentra en personas con niveles normales de marcadores de proteína beta-amiloide (Aβ) (A-) y niveles anormales de marcadores de neurodegeneración o lesión neuronal (N+).
SNAP se puede definir con base en proteína tau anormal  u otra lesión neuronal asociada con la enfermedad de Alzheimer como hipometabolismo o atrofia en regiones específicas de enfermedad de Alzheimer, o sea que SNAP se define como Aβ normal pero tau anormal.   SNAP se refiere a pacientes que presentan β-amiloide (Aβ) negativo pero tau positivo o biomarcadores de neurodegeneración.
SNAP se encuentra en el 20-26% de las personas cognitivamente normales  de 65 años o más y en el 17-35% de las personas con deterioro cognitivo leve (DCL), por lo tanto SNAP se asocia con deterioro cognitivo.
Algunos investigadores consideran que  SNAP es una enfermedad de Alzheimer atípica caracterizada por una evolución temporal diferente de los biomarcadores de dicha patología en la que Aβ solo se vuelve anormal en una etapa posterior mientras que otros consideran que  SNAP podría ser una enfermedad de Alzheimer atípica con una mayor producción o menor eliminación de Aβ42.
Los investigadores consideran que SNAP tiene deficiencias funcionales que se limitan a la región frontal, que generalmente se salva en la etapa temprana de la enfermedad de Alzheimer mientras que la enfermedad de Alzheimer propiamente dicha con predemencia exhibe un daño funcional ampliamente distribuido que involucra la corteza frontal, parietal y occipital.